# 阿莱和卡兹讷沃
阿莱和卡兹讷沃（法語：Allez-et-Cazeneuve，法語發音：[ale e kaznœv]）是法国洛特-加龙省的一个市镇，属于洛特河畔新城区。该市镇总面积10.69平方公里，2009年时的人口为670人。

## 人口
阿莱和卡兹讷沃人口变化图示